# Etheostoma chlorobranchium
Etheostoma chlorobranchium är en fiskart som beskrevs av Timothy Zorach 1972. Etheostoma chlorobranchium ingår i släktet Etheostoma och familjen abborrfiskar. Inga underarter finns listade i Catalogue of Life.